# عبد الله ناصر عيسى الصقر
عبد الله ناصر عيسى الصقر (مواليد 30 أكتوبر 1992) لاعب كرة قدم بحريني يلعب حاليا لصالح نادي الدرجة الأولى الحد البحريني في خط الوسط من 2010.

## الإنجازات
- الدرجة الأولى (1): 2016
- كأس ملك البحرين (1): 2015